# Cratère de Beaunit
Der Cratère de Beaunit ist ein Kompositvulkan bei Charbonnières-les-Varennes, im französischen Département Puy-de-Dôme, Region Auvergne-Rhône-Alpes. Er ist das nördlichste Vulkanzentrum in der Hauptkette der Chaîne des Puys und entstand im späten Pleistozän vor rund 50.000 Jahren BP.

## Geographie
Der Cratère de Beaunit (auch Maar de Beaunit) befindet sich 2 Kilometer westlich vom Ortskern von Charbonnières-les-Varennes an der D 138. Das ehemalige Maar wird vom Ruisseau l’Ambène in Ostrichtung durchflossen. Es bildet jetzt eine nahezu kreisrunde Verebnungsfläche auf zirka 785 Meter Meerhöhe, die den namensgebenden Weiler Beaunit umgürtet. Der Krater wird vollständig von Sedimenten verfüllt. Südlich von Beaunit schließt sich der Puy de Beaunit (auch als Puy Gonnard bekannt) an, ein am Südrand des Maars später entstandener Schlackenkegel, der einen Großteil vom Südsektor des Maars überdeckt und auf 861 Meter kulminiert. Unmittelbar westlich von Beaunit kam der Lavastrom vom südwärts gelegenen Puy Thiolet (oder auch Puy Thiollet) zum Stehen, unter ihm verbirgt sich der Nordwestsektor des Maars.

## Geologie

### Einführung
Die Chaîne des Puys ist der jüngste Vulkanbezirk Frankreichs mit typisch alkalinem Intraplattenvulkanismus. Sie kann über 100 Vulkanzentren vorweisen, die über einem gewölbten Horst des variszischen Grundgebirges, dem Plateau des Dômes,  angelegt wurden. Dieses Plateau besteht im Norden aus Rhyolithtuffen des Viséums, weiter im Süden jedoch aus peralkalischen Granitoiden des Oberkarbons sowie migmatitschen Gneisen des frühen Paläozoikums. Es wird im Osten vom Limagnegraben und im Westen vom Graben von Olby (Fossé d’Olby) begrenzt. Die Vulkane sind über eine Distanz von 30 Kilometer in einem 3 bis 4 Kilometer breiten Band in Nord-Süd-Richtung aufgereiht und verlaufen somit parallel zur Randstörung des Limagnegrabens. 
Der Vulkanismus setzte gegen 100.000 Jahre BP ein und überdauerte bis 5.000 Jahre BP, wobei der Hauptteil der Vulkanzentren zwischen 13.500 und 7.000 Jahre BP entstand, mit einem Maximum bei 10.000 Jahre BP für die Basalte. Es ist fraglich, ob er mittlerweile vollkommen erloschen ist. Die geförderten Magmen bilden eine durch fraktionierte Kristallisation differenzierte Magmenserie, die von kaliumreichen Alkalibasalten über Mugearite und Benmoreite (selten) bis hin zu  Trachyten reicht. Es wurden insgesamt rund 8 Kubikkilometer an basaltischen Laven sowie 1 bis 2 Kubikkilometer als zähflüssige Lavadome aufgedrungene Trachyderivate gebildet.

### Beschreibung
Am Krater treffen drei vulkanologische Einheiten aufeinander. Die Auswurfmassen des Maars mit basaltischer Magmenkomponente haben im Nordosten einen über 1 Kilometer langen sichelförmigen Wall angehäuft, der an seinem Südostende 835 Meter erreicht. Er besteht aus zwei Einheiten: im Liegenden die geschichtete graue Explosionsbrekzie des Maars, die einen sandigen Aspekt aufweist. Sie enthält neben basaltischen Bomben mit „Blumenkohlstruktur“ (entstanden durch Abschreckung) granitische Grundgebirgseinschlüsse in allen Größenordnungen, bis hinab zum kleinsten Lapilli. Interessant ist die Tatsache, dass selbst enorme Granitblöcken ihre jeweilige Unterlage nicht verformt haben. Im Hangenden folgen schwarze Schweißschlackenlapilli, die von einem Ausbruch des Puy Beaunit stammen.
Der Lavastrom des Puy Thiolet besteht aus Leukobasalt (basaltischer Trachyandesit, auch als Labradorit bezeichnet), der recht blasenreich und dunkelgrau gefärbt ist, jedoch heller erscheint als normaler Basalt.
Der strombolianische Schlackenkegel des Puy Beaunit am Südrand des Maars entstand später, wie seine schwarzen Puzzolane im Hangenden des Auswurfwalls eindeutig belegen. Auch er enthält große Granitblöcke. Für die geologische Forschung ist jedoch sein Reichtum an Einschlüssen des Erdmantels (Peridotite) von höchster Bedeutung. Aber auch hochmetamorphe Gesteine der Unterkruste sind vertreten wie beispielsweise Charnockite und Granulite.
Die entweder homogenen oder kompositen Mantelxenolithen können bis zu 30 Zentimeter an Größe erreichen. Die homogenen Fremdeinschlüsse sind entweder Spinellperidotite wie Lherzolith, Harzburgit und Dunit oder Pyroxenite wie Websterit, Olivinwebsterit und Orthopyroxenit. Die Kompositgesteine sind gebändert und werden aus ultramafischen und mafischen Lagene aufgebaut, in die chromitreiche Horizonte zwischengeschaltet sind.

## Alter
Die Auswurfmassen des Maars wurden von Miallier und Kollegen Im Jahr 1997 beprobt und erbrachten mittels Thermoluminiszenz ein Alter von 54.000 ± 7.000 Jahren BP. Rosseel fand jedoch ein Jahr zuvor nur 43.950 ± 5.100 Jahre BP. Der Lavastrom vom Puy Thiolet erbrachte seinerseits 15.910 ± 250 Jahre BP, somit ein Minimalalter für die Entstehung des Maars. Juvigné und Kollegen konnten im Jahr 1986 im Maar eine phreatische Tephra unbekannten Ursprungs (Lac Pavin?) mittels 14C auf 5.840 ± 120 Jahren BP datieren, ein sehr junges Alter.